# Le Crève-cœur
Le Crève-cœur est un recueil de poésie écrit par Louis Aragon entre octobre 1939 et octobre 1940. Il contient vingt-deux poèmes et un essai La Rime en 1940, qui lui sert de préface. Il paraît chez Gallimard en 1941 dans la collection Métamorphoses, puis en 1942 dans la collection « Blanche », quoique la majorité des poèmes se fussent déjà répandus.

## Contexte
Louis Aragon est mobilisé pour la guerre le 3 septembre 1939. Il est alors séparé pour la première fois d'Elsa Triolet. La confusion est à son comble chez les communistes, qui ont voté pour les crédits de guerre, mais se retrouvent en porte-à-faux vis-à-vis du pacte de non-agression germano-soviétique. Paul Nizan démissionne du parti après l'invasion de la Pologne par l'Armée rouge le 25 septembre. Le Parti communiste français est dissous le 26 septembre, et Maurice Thorez déserte l'armée le 4 octobre sur ordre de Moscou.
Louis Aragon envoie les premiers poèmes qui constitueront ce recueil à la NRF en décembre 1939, où ils produisent une vive attention. La première partie des poèmes sont composés pendant la Drôle de Guerre, une deuxième partie après la défaite de l'armée française. Aragon retient la date du 10 mai 1940 comme celle du basculement vers la débâcle.

## Analyse
C'est dans ce recueil qu'apparaît pour la première fois Elsa Triolet dans la poésie d'Aragon. Il y avait un poème pour elle dans Persécuté persécuteur, et elle était la dédicataire de plusieurs de ses romans, mais c'est la première occurrence chez Aragon d'un lyrisme à visage découvert, qui sera développé dans le « cycle d'Elsa » qui commence immédiatement après ce recueil.
Ce recueil marque le retour de Louis Aragon à l'alexandrin et à des codes de poésie plus traditionnels que dans ses recueils de l'époque dada ou surréaliste. Il commence un travail de réappropriation de la tradition.
Le recueil est séparé en deux parties distinctes : la première partie comprend les treize poèmes écrits avant le 10 mai 1940, la deuxième partie les neuf poèmes écrits après cette date.

## Mise en musique
Le poème La Valse des vingt ans a été interprétée par Marc Ogeret dans l’album Chante la résistance sous le titre Bon pour le vent (premiers mots du poème).
Le poème Zone Libre a été interprétée par le groupe Feu! Chatterton dans l'album L'Oiseleur (2018)